# میرنی (قزاقستان)
میرنی (به قزاقی: Мирный، ميرنىي}} یک منطقهٔ مسکونی در قزاقستان است که در شهرستان معین‌قوم واقع شده‌است. میرنی ۸۴۱ نفر جمعیت دارد.